# Austrolimnophila anjouanensis
Austrolimnophila anjouanensis är en tvåvingeart som beskrevs av Alexander 1979. Austrolimnophila anjouanensis ingår i släktet Austrolimnophila och familjen småharkrankar.
Artens utbredningsområde är Komorerna. Inga underarter finns listade i Catalogue of Life.